# Болдов, Александр Борисович

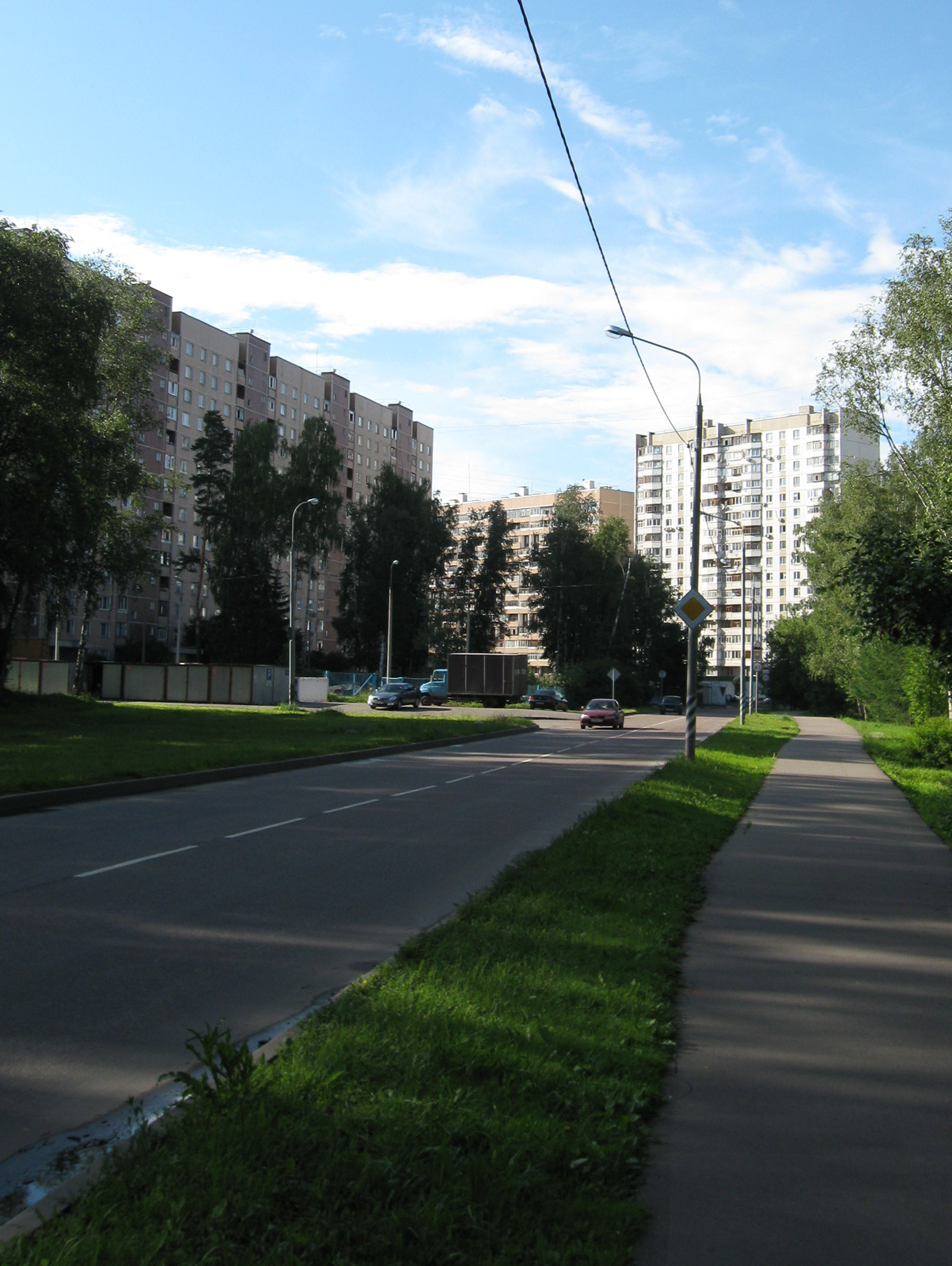
Улица Болдов Ручей

Александр Борисович Болдов (18 июля 1922, Горьковская область, город Починки — 1998, Москва, Зеленоград) — советский архитектор; лауреат Государственной премии СССР (1975) за создание архитектурных комплексов Зеленограда.

## Биография
9 сентября 1940 года был призван в РККА из Таганского района Москвы.
Великую Отечественную войну встретил в рядах 214-й воздушно-десантной бригады. 30 июля 1941 года в ходе боя получил ранение в руку, но не обращая внимание на ранение, продолжил бой и выполнил задание.
Впоследствии переведён на должность старшего укладчика парашютов в 13-й истребительный авиационный полк 201-й истребительной авиационной дивизий, переименованный (вместе с дивизией) затем в 111-й гвардейский истребительный авиационный полк 10-й гвардейской истребительной авиационной дивизии, где прослужил до конца войны и последовавшей за ней демобилизации. Командование отмечало его трудолюбие, своевременное и качественное выполнение заданий, внимание к вверенному ему имуществу; также Павел Михайлович Бойков, служивший в 113-м гвардейском истребительном авиационном полку той же дивизии, посвятил Болдову в своей книге о боевом пути дивизии отдельный абзац, отметив, что на уложенных им парашютах, спаслись многие лётчики, в том числе Герои Советского Союза П. А. Гнидо, М. Т. Игнатьев, А. Н. Маснев, Я. А. Мурашкин.
Демобилизован 7 августа 1945 года в звании лейтенанта.
В 1946 году окончил курсы начсостава. В 1949 году окончил Строительный институт Моссовета. В 1954 году окончил Московский архитектурный институт.
Проектировал Дворец Советов в Москве, несколько станций метрополитена, стадион в Лужниках, Дворец культуры и науки в Варшаве, центральную часть Улан-Батора, ряд городов в Сибири — Братск, Тайшет, Ачинск. Проектировал кварталы и площади в Нижнем Тагиле и Ялте. Также принимал участие в реставрационных работах, в частности, Троице-Сергиевой лавры.
Болдов был одним из первых проектировщиков Зеленограда — над его архитектурным проектом начал работать в 1959 году, был заместителем главного архитектора Зеленограда, начальником отдела районного архитектора (1960—1992). Занимался общественной деятельностью — был депутатом Московского Совета народных депутатов.
Член Союза архитекторов СССР с 1959 года. Заместитель председателя комиссии по благоустройству и охране среды Союза архитекторов. Член Городского совета ветеранов Великой Отечественной войны.
Умер в 1998 году. Его именем назван ручей, а по ручью улица в районе Силино Зеленоградского административного округа города Москвы.

## Награды
Военные
- Орден Отечественной войны I степени (1985) — юбилейное награждение в честь 40-летия Победы[7]
- Орден Красной Звезды (1945) — за самоотверженный труд и боевое ранение[4]
- Медаль «За оборону Сталинграда» (1942)
- Медаль «За оборону Кавказа»
- Медаль «За победу над Германией в Великой Отечественной войне 1941—1945 гг.»

В области архитектуры
- Государственная премия СССР в области литературы, искусства и архитектуры (1975), в составе творческого коллектива создателей архитектурных комплексов Зеленограда